# Aéroport international de Niue
Pour les articles homonymes, voir IUE.
L'aéroport international de Niue (code IATA : IUE • code OACI : NIUE), également appelé Aéroport international Hanan, est un aéroport international desservant l'état insulaire de Niue. Il est situé dans la ville d'Alofi. Deux allers-retours hebdomadaires sont assurés par Air New Zealand vers et depuis Auckland. De 1990 à 1992, l'aéroport fut le siège de l'éphémère compagnie Niue Airlines.

## Compagnies et destinations
| Compagnies      | Destinations |
| --------------- | ------------ |
| Air New Zealand | Auckland     |